# Manolo Rey
Manoel Velo Ameijeiras (Rio de Janeiro, 11 de julho de 1967), mais conhecido pelo nome artístico  Manolo Rey  é um ator, dublador, diretor de dublagem e tradutor brasileiro. Entre 1982 e 1984, cursou teatro no Tablado. Seu primeiro trabalho como dublador foi em Os Aventureiros do Bairro Proibido, em 1986. Manolo é mais conhecido por ser o dublador oficial de Sonic the Hedgehog. Além disso, ele também dubla Tobey Maguire na trilogia de filmes de Homem-Aranha dirigidos por Sam Raimi, Will Smith na série Um Maluco no Pedaço,  Gaguinho nas produções de Looney Tunes, Michael J. Fox, Seth Cohen em The O.C., substituindo Sérgio Cantú, Joaquim (Michel Gurfi) na telenovela mexicana Rebelde, Luigi na adaptação para filme de Super Mario Bros., Scott Summers/Ciclope na trilogia clássica dos X Men, Robin/Dick Grayson em várias animações - incluindo Batman: The Animated Series, Os Jovens Titãs, e Os Jovens Titãs em Ação! - e mais o filme Batman Eternamente e o jogo Injustice 2.Também conhecido por ser o principal dublador do ator Ryan Gosling.
Já fez uma participação especial na novela Roque Santeiro como o office-boy do Sinhozinho Malta (Lima Duarte).
Manolo além de dublar Tobey Maguire, já dublou o ator Ryan Gosling em 11 filmes, dentre os quais estão La La Land e Blade Runner 2049, em que foi diretor de dublagem.
Em 2016, criou junto do também dublador Philippe Maia o canal Quem Dubla.

## Prêmios
| Ano  | Premiação     | Categoria                       | Papel/Obra                             | Resultado | Fonte |
| ---- | ------------- | ------------------------------- | -------------------------------------- | --------- | ----- |
| 2003 | Prêmio Yamato | Melhor Dublador de Coadjuvante  | Agumon em Digimon                      | Indicado  | [ 5 ] |
| 2005 | Prêmio Yamato | Melhor Dublador de Coadjuvante  | Gaguinho em Duck Dodgers               | Indicado  | [ 6 ] |
| 2009 | Prêmio Yamato | Melhor Dublador de Protagonista | Libélula, em Super-Herói o Filme       | Indicado  | [ 7 ] |
| 2009 | Prêmio Yamato | Melhor Direção de Dublagem      | WALL-E                                 | Indicado  | [ 7 ] |
| 2011 | Prêmio Yamato | Melhor Direção de Dublagem      | Príncipe da Pérsia: As Areias do Tempo | Indicado  | [ 8 ] |

## Trabalhos

### Direção de dublagem
Como diretor de dublagem, foi o responsável pela dublagem de:
- filmes do Homem-Aranha
- Meu Malvado Favorito 3[9]
- WALL·E[10][11]
- Universidade Monstros[12]
- Grey's Anatomy, que ganhou o Prêmio da Dublagem Carioca na categoria Melhor Dublagem de Série em 2012.[13]
- Festa da Salsicha[14]
- La La Land: Cantando Estações[3]
- Blade Runner 2049[15]